# Gloxinia xanthophylla
Gloxinia xanthophylla är en tvåhjärtbladig växtart som först beskrevs av Eduard Friedrich Poeppig, och fick sitt nu gällande namn av Roalson och Boggan. Gloxinia xanthophylla ingår i släktet Gloxinia och familjen Gesneriaceae. Inga underarter finns listade i Catalogue of Life.